# Long Loch (East Renfrewshire)
Long Loch ist ein See in der schottischen Council Area East Renfrewshire.

## Beschreibung
Der Loch Long liegt im Süden von East Renfrewshire zwischen den Kleinstädten Neilston im Norden, Uplawmoor im Nordwesten und Newton Mearns im Nordosten, die jeweils rund fünf Kilometer entfernt sind. Er ist umgeben von einer Heidelandschaft namens Moyne Moor, der westlichen Fortsetzung des Mearns Moor. In der Vergangenheit verlief die Grenze zwischen den Parishs Neilston und Mearns durch den See.
Der auf einer Höhe von 235 Metern gelegene See weist eine Länge von zwei Kilometern bei einer maximalen Breite von 410 Metern auf. Er nimmt eine Fläche von 50 Hektar ein, woraus sich bei einer mittleren Tiefe von 5,5 Metern ein Volumen von rund 2,8 Mio. Kubikmetern und ein Umfang von rund vier Kilometern ergeben. Sein Einzugsgebiet bedeckt 178 Hektar und umfasst vornehmlich Heideland (52 %), nicht jedoch den weniger als einen Kilometer östlich gelegenen White Loch und das aus diesem abfließende Annick Water. Vom Nordufer des Long Loch fließt der Levern ab, der über den weniger als einen Kilometer westlich gelegenen Stausee Harelaw Dam und das White Cart Water und den Cart in den Clyde entwässert. Der See ist von Forellen und Barschen besiedelt.